# Ptilophora berolinensis
Ptilophora berolinensis är en fjärilsart som beskrevs av Embrik Strand 1925. Ptilophora berolinensis ingår i släktet Ptilophora och familjen tandspinnare. Inga underarter finns listade.